# リモーネ・ピエモンテ
リモーネ・ピエモンテ（イタリア語: Limone Piemonte）は、イタリア共和国ピエモンテ州クーネオ県にある、人口約1,500人の基礎自治体（コムーネ）。

## 地理

### 位置・広がり

#### 隣接コムーネ
隣接するコムーネは以下の通り。FR-06は、フランスのアルプ＝マリティーム県所属を示す。
- ボーヴェス
- ブリーガ・アルタ
- キウーザ・ディ・ページオ
- エントラックエ
- Briga (La Brigue) (FR-06)
- ペヴェラーニョ
- Tenda (Tende) (FR-06)
- ヴェルナンテ
- ロビランテ
- ロッカヴィオーネ

#### 地震分類
イタリアの地震リスク階級 (it) では、3s 
に分類される。

## 行政

### 分離集落
リモーネ・ピエモンテには、以下の分離集落（フラツィオーネ）がある。
- Fantino, Limonetto, Panice Soprana, Panice Sottana, San Bernardo, Tetti Mecci